# Lacconectus geiseri
Lacconectus geiseri är en skalbaggsart som beskrevs av Michel Brancucci 2006. Lacconectus geiseri ingår i släktet Lacconectus och familjen dykare. Inga underarter finns listade i Catalogue of Life.